# Francesco Laforgia
Francesco Laforgia (né le 1er février 1978 à Grumo Appula) est un homme politique italien, sénateur depuis 2018.